# Portail roman de l'abbaye de Vorey
Le portail roman de l'abbaye de Vorey est un monument situé dans la ville du Puy-en-Velay dans le département de la Haute-Loire.
Le portail roman provenant de l'Abbaye de Vorey est classé au titre des monuments historiques par arrêté du 9 mai 1914.

## Histoire
Le portail roman provenant du prieuré des Bénédictines de Vorey (maintenant disparu) est conservé dans le Jardin Henri Vinay du Musée Crozatier au Puy-en-Velay.